# Estación de Laroche - Migennes
La estación de Laroche - Migennes es una estación ferroviaria francesa de la línea París - Marsella, situada en la comuna de Migennes, en el departamento de Yonne, en la región de Borgoña. Por ella transitan tanto trenes de alta velocidad como regionales.

## Historia
La estación fue inaugurada el 12 de agosto de 1849 por parte del estado. Posteriormente se integró en la compañía de ferrocarriles de París a Lyon al Mediterráneo.
En 1938, la compañía fue absorbida por la recién creada SNCF. Desde 1997, explotación y titularidad se reparten entre la propia SNCF y la RFF.

## Situación ferroviaria
Situada en un nudo ferroviario la estación se ubica en un tramo desdoblado de la línea París-Marsella (PK 154,874) y en el trazado de las siguientes líneas férreas:
- Línea férrea Laroche-Migennes - Cosne. Esta línea menor sirve principalmente para conectar la ciudad de Auxerre con la red principal. Prosigue sin embargo hasta Clamecy donde concluye el tráfico de viajeros, ya que el resto de la línea hasta Cosne solo soporta tráfico de mercancías Entrains. En su tramo final, entre Entrains y Cosne, la vía fue desmantelada en 1969.

## Descripción
La estación se compone de tres andenes al que acceden seis vías. Dispone de atención comercial durante toda la semana y de máquinas expendedoras de billetes. Tiene también cafetería y restaurante.  

## Servicios ferroviarios

### Alta Velocidad
- Línea Melun - Marsella. Tren TGV que  circula solo en fines de semana y periodos vacacionales.

### Regionales
Los TER Borgoña enlazan las siguientes ciudades:
- Línea París - Laroche-Migennes.
- Línea París - Auxerre.
- Línea Auxerre - Dijon.